# Radim Záruba
Radim Záruba (Brno, 28 dicembre 1994) è un giocatore di calcio a 5 ceco.

## Carriera
Záruba ha disputato il campionato europeo 2016 e la Coppa del Mondo 2021 con la nazionale ceca.